# Ê
Ê, ê là một ký tự trong bảng chữ cái Latin. Chữ cái này được sử dụng trong các tiếng Afrikaans, tiếng Hà Lan, tiếng Pháp, tiếng Friuli, tiếng Kurd, tiếng Na Uy, tiếng Bồ Đào Nha, tiếng Việt và tiếng Wales. 
- Ê là từ cảm thán trong tiếng Việt, thường dùng để gọi người khác, thể hiện sự thân mật, gần gũi hoặc gây chú ý. Tùy ngữ cảnh, Ê có thể mang sắc thái vui vẻ, hóm hỉnh hoặc hơi suồng sã, nhưng luôn hàm ý mối quan hệ không quá cách biệt.
- Ví dụ như : Ê mày, tao đói quá!
- Ê biết gì chưa?
- Ê còn được dùng để miêu tả cảm giác tê buốt hay nhức nhẹ trên cơ thể, chẳng hạn: ê răng, ê lưng, tạo nên sự khó chịu nhưng không quá dữ dội.
- Ví dụ như : Tôi cảm thấy khá ê răng.
- Sau 1 tháng trị liệu, bạn còn thấy ê lưng không?

| Bảng chữ cái Latinh                                                                         | Bảng chữ cái Latinh       | Bảng chữ cái Latinh       | Bảng chữ cái Latinh       | Bảng chữ cái Latinh       | Bảng chữ cái Latinh       | Bảng chữ cái Latinh       | Bảng chữ cái Latinh       | Bảng chữ cái Latinh       | Bảng chữ cái Latinh       | Bảng chữ cái Latinh       | Bảng chữ cái Latinh       | Bảng chữ cái Latinh       | Bảng chữ cái Latinh       | Bảng chữ cái Latinh       | Bảng chữ cái Latinh       | Bảng chữ cái Latinh       | Bảng chữ cái Latinh       | Bảng chữ cái Latinh       | Bảng chữ cái Latinh       | Bảng chữ cái Latinh       | Bảng chữ cái Latinh       | Bảng chữ cái Latinh       | Bảng chữ cái Latinh       | Bảng chữ cái Latinh       | Bảng chữ cái Latinh       | Bảng chữ cái Latinh       | Bảng chữ cái Latinh       | Bảng chữ cái Latinh       | Bảng chữ cái Latinh       | Bảng chữ cái Latinh       | Bảng chữ cái Latinh       | Bảng chữ cái Latinh       |
| Bảng chữ cái chữ Quốc ngữ                                                                   | Bảng chữ cái chữ Quốc ngữ | Bảng chữ cái chữ Quốc ngữ | Bảng chữ cái chữ Quốc ngữ | Bảng chữ cái chữ Quốc ngữ | Bảng chữ cái chữ Quốc ngữ | Bảng chữ cái chữ Quốc ngữ | Bảng chữ cái chữ Quốc ngữ | Bảng chữ cái chữ Quốc ngữ | Bảng chữ cái chữ Quốc ngữ | Bảng chữ cái chữ Quốc ngữ | Bảng chữ cái chữ Quốc ngữ | Bảng chữ cái chữ Quốc ngữ | Bảng chữ cái chữ Quốc ngữ | Bảng chữ cái chữ Quốc ngữ | Bảng chữ cái chữ Quốc ngữ | Bảng chữ cái chữ Quốc ngữ | Bảng chữ cái chữ Quốc ngữ | Bảng chữ cái chữ Quốc ngữ | Bảng chữ cái chữ Quốc ngữ | Bảng chữ cái chữ Quốc ngữ | Bảng chữ cái chữ Quốc ngữ | Bảng chữ cái chữ Quốc ngữ | Bảng chữ cái chữ Quốc ngữ | Bảng chữ cái chữ Quốc ngữ | Bảng chữ cái chữ Quốc ngữ | Bảng chữ cái chữ Quốc ngữ | Bảng chữ cái chữ Quốc ngữ | Bảng chữ cái chữ Quốc ngữ | Bảng chữ cái chữ Quốc ngữ | Bảng chữ cái chữ Quốc ngữ | Bảng chữ cái chữ Quốc ngữ | Bảng chữ cái chữ Quốc ngữ |
| ------------------------------------------------------------------------------------------- | ------------------------- | ------------------------- | ------------------------- | ------------------------- | ------------------------- | ------------------------- | ------------------------- | ------------------------- | ------------------------- | ------------------------- | ------------------------- | ------------------------- | ------------------------- | ------------------------- | ------------------------- | ------------------------- | ------------------------- | ------------------------- | ------------------------- | ------------------------- | ------------------------- | ------------------------- | ------------------------- | ------------------------- | ------------------------- | ------------------------- | ------------------------- | ------------------------- | ------------------------- | ------------------------- | ------------------------- | ------------------------- |
| Aa                                                                                          | Ăă                        | Ââ                        | Bb                        | Cc                        | Dd                        | Đđ                        | Ee                        | Êê                        |                           | Gg                        | Hh                        | Ii                        |                           | Kk                        | Ll                        | Mm                        | Nn                        | Oo                        | Ôô                        | Ơơ                        | Pp                        | Qq                        | Rr                        | Ss                        | Tt                        | Uu                        | Ưư                        | Vv                        |                           | Xx                        | Yy                        |                           |
| Bảng chữ cái Latinh cơ bản của ISO                                                          |                           |                           |                           |                           |                           |                           |                           |                           |                           |                           |                           |                           |                           |                           |                           |                           |                           |                           |                           |                           |                           |                           |                           |                           |                           |                           |                           |                           |                           |                           |                           |                           |
| Aa                                                                                          |                           |                           | Bb                        | Cc                        | Dd                        |                           | Ee                        |                           | Ff                        | Gg                        | Hh                        | Ii                        | Jj                        | Kk                        | Ll                        | Mm                        | Nn                        | Oo                        |                           |                           | Pp                        | Qq                        | Rr                        | Ss                        | Tt                        | Uu                        |                           | Vv                        | Ww                        | Xx                        | Yy                        | Zz                        |
| Chữ E với các dấu phụ                                                                       |                           |                           |                           |                           |                           |                           |                           |                           |                           |                           |                           |                           |                           |                           |                           |                           |                           |                           |                           |                           |                           |                           |                           |                           |                           |                           |                           |                           |                           |                           |                           |                           |
| Éé                                                                                          | Èè                        | Ĕĕ                        | Êê                        | Ěě                        | Ëë                        | Ẽẽ                        | Ėė                        | Ȩȩ                        | Ḝḝ                        | Ęę                        | Ēē                        | Ḗḗ                        | Ḕḕ                        | Ẻẻ                        | Ȅȅ                        | Ȇȇ                        | Ẹẹ                        | Ḙḙ                        | Ḛḛ                        | Ɇɇ                        |                           |                           |                           |                           |                           |                           |                           |                           |                           |                           |                           |                           |
| ᶒ                                                                                           | ⱸ                         |                           |                           |                           |                           |                           |                           |                           |                           |                           |                           |                           |                           |                           |                           |                           |                           |                           |                           |                           |                           |                           |                           |                           |                           |                           |                           |                           |                           |                           |                           |                           |
| Các chữ có dấu mũ ( ◌̂ )                                                                     |                           |                           |                           |                           |                           |                           |                           |                           |                           |                           |                           |                           |                           |                           |                           |                           |                           |                           |                           |                           |                           |                           |                           |                           |                           |                           |                           |                           |                           |                           |                           |                           |
| Ââ                                                                                          | Ĉĉ                        | Êê                        | Ĝĝ                        | Ĥĥ                        | Î î                       | Ĵĵ                        | Ôô                        | Ŝŝ                        | Ûû                        | Ŵŵ                        | Ŷŷ                        | Ẑẑ                        |                           |                           |                           |                           |                           |                           |                           |                           |                           |                           |                           |                           |                           |                           |                           |                           |                           |                           |                           |                           |
| Ghép hai chữ cái                                                                            |                           |                           |                           |                           |                           |                           |                           |                           |                           |                           |                           |                           |                           |                           |                           |                           |                           |                           |                           |                           |                           |                           |                           |                           |                           |                           |                           |                           |                           |                           |                           |                           |
| Êa                                                                                          | Êă                        | Êâ                        | Êb                        | Êc                        | Êd                        | Êđ                        | Êe                        | Êê                        | Êf                        | Êg                        | Êh                        | Êi                        | Êj                        | Êk                        | Êl                        | Êm                        | Ên                        | Êo                        | Êô                        | Êơ                        | Êp                        | Êq                        | Êr                        | Ês                        | Êt                        | Êu                        | Êư                        | Êv                        | Êw                        | Êx                        | Êy                        | Êz                        |
| ÊA                                                                                          | ÊĂ                        | ÊÂ                        | ÊB                        | ÊC                        | ÊD                        | ÊĐ                        | ÊE                        | ÊÊ                        | ÊF                        | ÊG                        | ÊH                        | ÊI                        | ÊJ                        | ÊK                        | ÊL                        | ÊM                        | ÊN                        | ÊO                        | ÊÔ                        | ÊƠ                        | ÊP                        | ÊQ                        | ÊR                        | ÊS                        | ÊT                        | ÊU                        | ÊƯ                        | ÊV                        | ÊW                        | ÊX                        | ÊY                        | ÊZ                        |
| aÊ                                                                                          | ăÊ                        | âÊ                        | bÊ                        | cÊ                        | dÊ                        | đÊ                        | eÊ                        | êÊ                        | fÊ                        | gÊ                        | hÊ                        | iÊ                        | jÊ                        | kÊ                        | lÊ                        | mÊ                        | nÊ                        | oÊ                        | ôÊ                        | ơÊ                        | pÊ                        | qÊ                        | rÊ                        | sÊ                        | tÊ                        | uÊ                        | ưÊ                        | vÊ                        | wÊ                        | xÊ                        | yÊ                        | zÊ                        |
| AÊ                                                                                          | ĂÊ                        | ÂÊ                        | BÊ                        | CÊ                        | DÊ                        | ĐÊ                        | EÊ                        | ÊÊ                        | FÊ                        | GÊ                        | HÊ                        | IÊ                        | JÊ                        | KÊ                        | LÊ                        | MÊ                        | NÊ                        | OÊ                        | ÔÊ                        | ƠÊ                        | PÊ                        | QÊ                        | RÊ                        | SÊ                        | TÊ                        | UÊ                        | ƯÊ                        | VÊ                        | WÊ                        | XÊ                        | YÊ                        | ZÊ                        |
| Ghép chữ E với số hoặc số với chữ E                                                         |                           |                           |                           |                           |                           |                           |                           |                           |                           |                           |                           |                           |                           |                           |                           |                           |                           |                           |                           |                           |                           |                           |                           |                           |                           |                           |                           |                           |                           |                           |                           |                           |
|                                                                                             |                           |                           |                           | Ê0                        | Ê1                        | Ê2                        | Ê3                        | Ê4                        | Ê5                        | Ê6                        | Ê7                        | Ê8                        | Ê9                        |                           |                           |                           |                           |                           | 0Ê                        | 1Ê                        | 2Ê                        | 3Ê                        | 4Ê                        | 5Ê                        | 6Ê                        | 7Ê                        | 8Ê                        | 9Ê                        |                           |                           |                           |                           |
| Xem thêm                                                                                    |                           |                           |                           |                           |                           |                           |                           |                           |                           |                           |                           |                           |                           |                           |                           |                           |                           |                           |                           |                           |                           |                           |                           |                           |                           |                           |                           |                           |                           |                           |                           |                           |
| Biến thể Chữ số Cổ tự học Danh sách các chữ cái Dấu câu Dấu phụ ISO/IEC 646 Lịch sử Unicode |                           |                           |                           |                           |                           |                           |                           |                           |                           |                           |                           |                           |                           |                           |                           |                           |                           |                           |                           |                           |                           |                           |                           |                           |                           |                           |                           |                           |                           |                           |                           |                           |